# Nyiregyhaza / Napkor
Nyiregyhaza / Napkor är en flygplats i Ungern. Den ligger i den nordöstra delen av landet, 200 km öster om huvudstaden Budapest. Nyiregyhaza / Napkor ligger 103 meter över havet.
Terrängen runt Nyiregyhaza / Napkor är mycket platt. Runt Nyiregyhaza / Napkor är det tätbefolkat, med 411 invånare per kvadratkilometer. Närmaste större samhälle är Nyíregyháza, 3,6 km sydost om Nyiregyhaza / Napkor. Runt Nyiregyhaza / Napkor är det i huvudsak tätbebyggt.